# Klemens Wacław Wettyn
Klemens Wacław Wettyn (łac. Clemens Wenzeslaus ) (ur. 28 września 1739 w zamku Hubertusburg w Wermsdorf, zm. 27 lipca 1812 w Marktoberdorf, Allgäu, Bawaria) – książę saski i królewicz polski, elektor i arcybiskup Trewiru, arcybiskup Fryzyngi, biskup Ratyzbony, biskup Augsburga.
Urodził się w Saksonii na zamku Hubertusburg. Był najmłodszym z siedmiu synów Augusta III, króla Polski i elektora Saksonii i Marii Józefy. W 1760 wstąpił do armii austriackiej. 17 maja 1761 przyjął święcenia kapłańskie. W 1763 został biskupem Fryzyngi i Ratyzbony. Dzięki połączonemu poparciu dyplomacji Austrii i Francji został 10 lutego 1768 arcybiskupem Trewiru i biskupem Augsburga. Brał udział w działaniach dyplomatycznych konfederacji barskiej, zachęcał oficerów swych wojsk elektorskich do niesienia pomocy konfederatom. W czasie rewolucji francuskiej jego elektorat stał się schronieniem dla emigracji rojalistycznej. W sierpniu 1794, gdy wojska rewolucyjne podeszły pod miasto, wyjechał do Augsburga, gdzie pełnił funkcje biskupie. Na mocy pokoju w Lunéville w 1801 pozbawiony został arcybiskupstwa i tytułu elektora.
W 1740 w kołysce udekorowany Orderem Orła Białego.